# TS Royalist (1971)
Le TS Royalist était un brick à coque acier, lancé en 1971. Il a été détruit et remplacé en 2015 par un nouveau navire du même nom : Le TS Royalist (2014).

## Description
C'est un brick de 29.57 m pour 433 m2 de voiles (10 voiles et 2 focs). 
Il sert navire-école qui forme les cadets. Avec un équipage de 8 membres permanents, il embarque jusqu'à 24 cadets par semaine. Ce navire à la particularité de réserver des cabines pour des cadettes et certains stages sont exclusivement féminins.
Il navigue habituellement vers les îles anglo-normandes, la France, la Belgique, les Pays-Bas et l'Allemagne. Il participe fréquemment aux Tall Ships' Races européens. Seuls les cadets de plus de 16 ans y participent.

## Histoire
Lancé en juillet 1971, par la princesse Anne. Il a été construit au chantier Groves & Gutteridge de Cowes sur l'île de Wight pour le Sea Cadet Corps (Corps des cadets de la mer) du Royaume-Uni .
En 1992 le TS Royalist a subi une refonte pour une amélioration de ses installations intérieures.
Il était présent à l'Armada 2013 à Rouen.
Désarmé à la fin de 2014 et mis en vente pour démolition, il a été remplacé par un nouveau TS Royalist en 2015, un peu plus grand que le navire de 1971.

## Incidents
Le 20 mai 1996, le TS Royalist s'est échoué dans la rivière Severn  près de la Centrale nucléaire de Oldbury. Vingt cadets ont été sauvés par hélicoptère et bateau de sauvetage.  
Le 5 avril 2009 le TS Royalist s'est échoué dans le Pool Chapman, dans le comté de Dorset. Le Service d'investigation des accidents maritimes (Marine Accident Investigation Service, MAIB) a enquêté sur l'incident et a constaté que le capitaine du bâtiment en était responsable, car il assumait trop de tâches en même temps au moment de l'échouement. 
Dans la soirée du 2 mai 2010, un cadet de 14 ans a été tué, à la suite de la chute d'un enrouleur de gréement, alors que le navire était ancré dans la baie de Stokes, dans le Solent. La MAIB a ouvert une enquête sur l'accident.

## Galerie d'images
|  |  |  |  |